# Giuliano, bandit sicilien
Pour plus de détails, voir Fiche technique et Distribution.
Giuliano, bandit sicilien (I fuorilegge) est un drame de la mafia italien réalisé par Aldo Vergano et sorti en 1950.

## Synopsis
Turi, de retour de l'étranger en Sicile, apprend que sa sœur Maruzza est la fiancée de Cosimo Barrese, militant du Mouvement pour l'indépendance de la Sicile, qui, abandonné de tous, est devenu un bandit. Les deux jeunes gens aimeraient se marier, mais la vie de hors-la-loi semble être un obstacle insurmontable. Turi exige de se venger du bandit qui a déshonoré sa famille et se sert d'un avocat véreux et sournois pour le faire tomber dans un piège.

## Fiche technique
- Titre italien : I fuorilegge ou I fuorilegge di Montelepre[1]
- Titre français : Giuliano, bandit sicilien[2]
- Réalisateur : Aldo Vergano
- Scénario : Giuseppe Mangione, Sergio Pugliese (it), Leopoldo Trieste, Gian Paolo Callegari, Vinicio Marinucci (it), Ottorino G. Caramazza, Pino Mercanti, Aldo Vergano
- Photographie : Marco Scarpelli (it)
- Montage : Dolores Tamburini (it)
- Musique : Carlo Rustichelli
- Décors : Giuseppe Piccolo
- Costumes : Marilù Carteny
- Production : Carlo Infascelli
- Société de production : Roma Film (it)
- Pays de production :  Italie
- Langue originale : italien
- Format : Noir et blanc - 1,37:1 - Son mono - 35 mm
- Durée : 78 minutes
- Genre : drame de la mafia
- Dates de sortie :
  - Italie : 9 juin 1950
  - France : 23 mars 1951[2]

## Distribution
- Vittorio Gassman : Turi
- Maria Grazia Francia : Maruzza
- Ermanno Randi : Cosimo Barrese
- Umberto Spadaro : Don Ciccio Balestrieri
- Attilio Dottesio : capitaine des carabiniers
- Virginia Balistrieri : la mère de Turi
- Tino Buazzelli : le maréchal Fulvio
- Rocco D'Assunta : don Agatino Santoro
- Giovanna Galletti : journaliste
- Pier Luigi Costantini : barbier
- Leonardo De Mitri : Baron Lo Curcio
- Antonio Gradoli : Carlo
- Anna Visconti : gnà Rosa

## Production
L'histoire est une référence partielle à la vie de Salvatore Giuliano, et présente un scénario qui a été retravaillé à plusieurs reprises ; une première version a également été écrite par Pietro Germi, tout juste sorti du succès d'Au nom de la loi.
Situé dans la Sicile de l'après-guerre, il est entièrement tourné dans la commune de Piana degli Albanesi, sur les lieux mêmes où Giuliano et sa bande avaient sévi lors du massacre de Portella della Ginestra.
Le titre provisoire du film pendant la production était Montelepre.